# Carl Friedrich Cramer

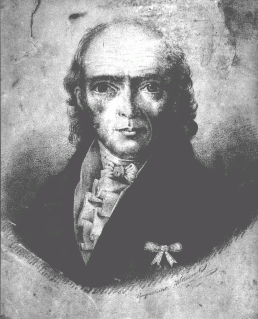
Carl Friedrich Cramer

Carl Friedrich Cramer (* 7. März 1752 in Quedlinburg; † 8. Dezember 1807 in Paris) war ein deutscher Theologe, Buchhändler, Übersetzer, Journalist und Musikschriftsteller, der bis 1794 Professor in Kiel war. Als Anhänger der Französischen Revolution lebte Cramer ab 1795 in Paris, wo er als Übersetzer von Texten Rousseaus und Diderots ins Deutsche und Werken von Klopstock und Schiller ins Französische als wichtiger intellektueller Mittler zwischen Frankreich und Deutschland wirkte. Als Beiträger für verschiedene Journale verbreitete er seine Überzeugung von den Idealen der Aufklärung in Deutschland, geriet aber nach seinem Tod in Vergessenheit.

## Leben und Werk
Carl Friedrich Cramer wuchs als ältester Sohn des dänischen Hofpredigers und aufgeklärten Theologen Johann Andreas Cramer in der Nähe von Kopenhagen auf. 1771 verlor sein Vater seine Stelle und wurde des Landes verwiesen. Die Familie zog nach Lübeck, wo Carl Friedrich bis 1772 das Katharineum zu Lübeck besuchte. Nach einem Studium in Kopenhagen, Göttingen, wo er sich der Dichtergruppe „Göttinger Hain“ anschloss, und Leipzig erhielt Cramer 1775 einen Ruf an die seit 1773 zum Dänischen Gesamtstaat gehörende Christian-Albrechts-Universität zu Kiel, wo sein Vater zu dieser Zeit Kanzler war. Hier heiratete er Maria Cäcilia Eitzen, die Tochter eines Weinhändlers aus Itzehoe. Während er als Professor bei seinen Vorlesungen wenig Zulauf erfuhr, war er in seiner Kieler Zeit als Schriftsteller äußerst produktiv. So schrieb er eine mehrbändige Biographie seines Freundes Friedrich Gottlieb Klopstock, übersetzte Opernlibretti – darunter Antonio Salieris Armida – und gab ein Magazin der Musik heraus, in dem er sich unter anderem früh positiv über den elfjährigen Ludwig van Beethoven äußerte. Ab 1791 gab er sein Journal Menschliches Leben heraus, in der er sich zu den Ideen der Französischen Revolution bekannte und gegen das reaktionäre Denken in Deutschland zu Felde zog. Nachdem er 1793 angekündigt hatte, die Texte des Pariser Bürgermeisters und Girondisten Jérôme Pétion de Villeneuve, der ein Jahr zuvor für die Enthauptung Ludwigs XVI. gestimmt hatte, übersetzen zu wollen, wurde er im Folgejahr von der Kieler Universität entlassen und zudem der Stadt verwiesen.
Nach einer kurzen Tätigkeit als Privatlehrer in Hamburg ging Cramer 1795 nach Paris. Hier gewann er bei der Verlosung konfiszierter Immobilien in der staatlichen Lotterie ein repräsentatives Haus in der Rue des Bons Enfants, unweit des Palais Royal. Der Hamburger Kaufmann Georg Heinrich Sieveking – zu jener Zeit selbst ein glühender Anhänger der Revolution – finanzierte Cramer den Aufbau einer eigenen Druckerei und Buchhandlung. In der Folgezeit übersetzte Cramer, der inzwischen in seiner Heimat zum „Staatsfeind“ erklärt worden war, Texte von Rousseau und Diderot ins Deutsche und Werke von Klopstock und Schiller ins Französische. Für die im damals dänischen Altona erscheinende Monatsschrift Frankreich berichtete er aus dem revolutionären Paris. Sein Haus wurde zum Treffpunkt von Deutschen, Dänen und Franzosen, darunter Wilhelm von Humboldt und Emmanuel Joseph Sieyès. Im Jahr 1796 kaufte er der Witwe des zwei Jahre zuvor verstorbenen radikalen Aufklärers Marquis de Condorcet dessen Manuskripte ab, die er sechs Jahre später als Œuvres Complètes in Paris druckte und in Braunschweig verlegte. Eine auf sechs Bände angelegte Encyclopédie allemande, mit der Cramer das Wissen der Franzosen über Deutschland vermehren wollte, blieb dagegen unvollendet. Als Mitarbeiter des Tübinger Verlegers Johann Friedrich Cotta schrieb er für dessen Zeitschriften Französische Miscellen und Europäische Annalen.
Ab 1798 geriet Cramer finanziell zunehmend unter Druck, bis er sich 1805 schließlich gezwungen sah, sein Haus und seine Druckerei zu verkaufen. Darüber hinaus hatten ihn der Tod seines Förderers Sieveking im Jahr 1799 sowie des von ihm schwärmerisch verehrten Dichters Klopstock und seines einzigen Sohnes Hermann im Frühjahr 1803 schwer getroffen. Nachdem 1805 die Altonaer Zeitschrift Frankreich eingestellt wurde, berichtete Cramer in den Individualitäten aus und über Paris, einem Blatt des im selben Jahr gegründeten Verlages von Friedrich Arnold Brockhaus, aus der französischen Hauptstadt. Nach einer schweren Erkrankung starb Cramer jedoch schon zwei Jahre später und geriet bald danach in Vergessenheit. Eine 1979 von dem französischen Literaturhistoriker Alain Ruiz verfasste Biographie Cramers ist bis heute mangels Interesse auf Seiten der Verlage nicht erschienen.